# Das Gebell
Das Gebell ist ein österreichischer Fernsehfilm aus dem Jahr 1976. Es handelt sich um eine Verfilmung der gleichnamigen Erzählung von Ingeborg Bachmann aus dem Band Simultan von 1972.

## Handlung
Die alte Frau Jordan wird von ihrem Sohn Leo, einem berühmten Medizinprofessor, vernachlässigt. Er gibt ihr zu wenig Geld und besucht sie kaum. Nur Franziska, seine junge Frau, hat Mitleid mit der alten Dame, besucht sie oft und versorgt sie, so gut es geht. Als Leo und Franziska nach London reisen, vereinbart sie mit einer Taxifirma, dass Frau Jordan sich auf Franziskas Kosten zum Einkaufen fahren lassen kann.
Frau Jordan erzählt Franziska aus Leos Kindheit und aus der Geschichte der Familie, etwa von Leos Cousin Johannes, der wegen seiner Homosexualität während der NS-Zeit im Konzentrationslager war.
Frau Jordan liebt und verehrt ihren Sohn und nimmt ihn immer in Schutz. Bei bestimmten Gesprächsthemen bittet sie Franziska, Leo nichts zu erzählen, weil sie glaubt, dieser würde sich sonst zu sehr aufregen oder sich Sorgen machen. Tatsächlich interessiert er sich aber kaum für seine Mutter. Auch Franziskas Vorschlag, sie zu sich zu holen, lehnt er ab.
Frau Jordan hört phasenweise lautes Hundegebell von draußen, das aber niemand sonst hört. Sie erzählt Franziska, dass sie vor ein paar Jahren einen Hund hatte, ihn aber Leo zuliebe wieder weggab. Leo war der einzige, den der Hund anknurrte und angriff. Frau Jordans übertriebene Selbstaufopferung macht Franziska traurig.
Als Franziska und Leo sich trennen, besucht Franziska Frau Jordan nicht mehr. Am Schluss des Films erfährt man ganz beiläufig vom Tod der beiden Frauen: Die Erzählerstimme berichtet, dass Franziskas Bruder Monate nach ihrem Tod eine Rechnung von der Taxifirma bekommt. Daraus geht hervor, dass die Fahrten auch nach ihrem Tod zunächst weitergingen, dann aber abbrachen. Daraus schließt der Bruder, dass auch Frau Jordan starb. Um den Kontakt zu Leo zu vermeiden, bezahlt Franziskas Bruder die Rechnung.

## Produktion
Der Film wurde vom ORF produziert und, im Gedenken an Ingeborg Bachmann, anlässlich ihres 50. Geburtstages im Juni 1976 ausgestrahlt.